# Georg Heim
Georg Heim, genaamd de "Bauerndoktor" (boerendokter) vanwege zijn levenslange inzet ten behoeve van boeren, was een Beierse agrarisch politicus en leider van de katholieke boerenbeweging in Beieren. Hij was medeoprichter van de Beierse Volkspartij (BVP) en een vooraanstaand figuur in het Beierse separatisme na de ineenstorting van het Duitse keizerrijk aan het einde van de Eerste Wereldoorlog.

## Levensloop
Georg Heim werd in 1865 geboren als jongste van zes kinderen van Karl Heim, een posamentmaker, en zijn vrouw Sophie Heim. hij studeerde aan het humanistisch gymnasium in Aschaffenburg.
Na zijn eindexamen in Würzburg studeerde hij van 1885 tot 1889 moderne talen en economische wetenschappen, eerst twee semesters aan de universiteit van Würzburg. Toen hij tijdens zijn studie na de dood van zijn ouders zonder middelen kwam te zitten, werkte hij als redacteur voor een financieel vakblad tot hij zijn studie afrondde. Tijdens zijn studie in Würzburg trad Heim in 1894 toe tot de studentenvereniging Burschenschaft Adelphia. Tijdens zijn verdere studie in München aan de Ludwig-Maximilians-Universität werd hij in het derde semester actief lid van de K.S.St.V. Alemannia München, waar hij in 1906 werd genoemd en afgebeeld in het jubileumboek ter gelegenheid van het 25-jarig bestaan. Later werd Heim erelid van de KStV Erwinia, beide verenigingen behorende tot het KV (Kartellverband katholischer deutscher Studentenvereine). Bovendien was Heim lid van de katholieke Beierse studentenvereniging K.B.St.V. Rhaetia. Hij gaf zijn lidmaatschap bij de Burschenschaft Adelphia op toen bleek dat het niet mogelijk was om lid te zijn van de Deutsche Burschenschaft en tegelijkertijd lid te zijn van een andere vereniging.
Na zijn staatsexamen voor het onderwijsspecialisme moderne talen werd hij tewerkgesteld aan de Realschule München. In 1893 promoveerde Heim bij Lujo Brentano tot Dr. oec. publ. en werd daarna assistent-leraar in Freising. Daar kwam hij in contact met de katholieke geestelijke Balthasar von Daller, de oprichter van de Beierse Patriottenpartij, die na 1887 de Beierse Centrumpartij werd. Daller belastte Heim met de politieke leiding van het "Freisinger Tagblatt". In hetzelfde jaar uitte Heim in het Tagblatt openlijke kritiek op het ministerie van Binnenlandse Zaken, zo opstandig dat hij als assistent-leraar werd overgeplaatst naar het protestantse Wunsiedel. Daar maakte hij voor het eerst kennis met de moeilijke economische omstandigheden waaronder landbouw moest worden bedreven. Als reactie daarop bood hij zich aan als rondreizende leraar voor de Beierse Landesverband der Darlehnskassenvereine, die in 1893 was opgericht. Heim richtte ook zelf verschillende Darlehnskassenvereine op, die boeren in staat stelden gezamenlijk goedkoop in te kopen. Hij richtte ook de Fichtelgebirgs-Verkaufsgenossenschaft op, die hielp bij de verkoop van de oogst. Zelfs een door de minister van Binnenlandse Zaken bevolen overplaatsing naar Ansbach kon de groeiende invloed van de op politiek gebied actieve pedagoog op de boeren niet meer stoppen, vooral omdat Georg Heim vanaf 1897 lid was van de gemeenteraad van Ansbach en later ook afgevaardigde werd in de landdag en de Rijksdag. Via de Amberger Volkszeitung bracht Heim de Fuchsmühler Holzschlacht van 30 oktober 1894 onder de aandacht.  Als landdagafgevaardigde bereikte Heim in 1904/05 een vreedzame regeling voor het geschil tussen Baron von Zoller, en de houtrechthebbenden die het niet eens met elkaar konden worden over de verkoop en kap van bomen in de regio.

## Oprichting van de Beierse christelijke boeren vereniging
In 1901 werd de "Bayerische Christliche Bauernverein" opgericht met hoofdkantoor in Ansbach, waaruit de "Landwirtschaftliche Zentralgenossenschaft für Ein- und Verkauf" ontstond. Toen Heim in 1907, op 41-jarige leeftijd het onderwijs verliet, werd de landbouwcentrale coöperatie, waarvan hij de uitvoerend directeur was, verplaatst naar Regensburg. Het hoofdgebouw werd daar gevestigd in het westelijke uitbreidingsgebied van de stad, op de hoek van de Straubinger Straße en Weißenburgstraße. Naast de gebruikelijke zakelijke activiteiten van een landbouwcoöperatie kon de in 1926 opgerichte coöperatieve centrale (Genossenschaftliche Warenzentrale GEWA), die geen dividenden uitkeerde, ook weeshuizen, klinieken en onderwijsinstellingen exploiteren met een nieuw bedrijfsmodel. Sinds 1904 werd de volledige nettowinst al besteed aan sociaal en educatief beleid, waaronder de Bauernuniversität in Regensburg, die van 1907 tot 1932 bestond. Zo werd Heim, in lijn met Raiffeisen en Hermann Schulze-Delitzsch, de grondlegger van de Beierse Landvolkshochschulbewegung. In 1907 begon hij binnen het kader van het coöperatieve systeem van de landbouw volwassenenonderwijs te geven in Regensburg. De focus van deze cursussen lag op langetermijnonderwijs en integraal onderwijs voor de bevolking, met name in de structuurzwakke regio Niederbayern-Oberpfalz, grenzend aan Regensburg, en in het achterland van het Beierse Woud. Om de lessen voor "boerenzonen" te geven, liet Heim een lesgebouw bouwen in de Orleansstraße, dat na de dood van Heim aan de Regensburger Domspatzen werd verkocht.

## De periode na de Eerste Wereldoorlog
De Beierse boerenverenigingen, die zich in 1898 onder leiding van Heim hadden verenigd tot de Beierse Boerenvereniging, richtten op 1 april 1918 de Handelspolitische Vereinigung der landwirtschaftlichen Körperschaften Bayerns, einschließlich Müllerei und Mälzerei, op. Het doel hiervan was om de geplande douane-unie met Oostenrijk-Hongarije te voorkomen, waarin Heim nadelen voor de Beierse landbouw zag. In 1920 werd Heim voorzitter van de Beierse Boerenkamer.
Al tijdens het Duitse keizerrijk en ook na de ineenstorting als gevolg van de oorlogsgebeurtenissen in de herfst en winter van 1918 had Heim in talrijke artikelen van de "Bayerischer Kurier" een strikt separatistische houding ingenomen. Beieren zou uit het Duitse Rijk moeten treden en zich aansluiten bij Vorarlberg, Tirol, Salzburg en Opper-Oostenrijk. Tijdens de korte regering van Kurt Eisner als de eerste minister-president van de Vrijstaat Beieren van november 1918 tot februari 1919 viel Heim de minister-president herhaaldelijk aan met antisemitische ondertonen (wat onder andere de kritiek van Max Weber uitlokte). Ook de eis voor de invoering van een warenhuibelasting, gericht tegen bijvoorbeeld de Joodse koopman Oscar Tietz en de voormalig Joodse, later tot het protestantisme bekeerde koopman Georg Wertheim, diende als middel voor antisemitische agitatie. In 1901 diende hij zelfs in het Beierse parlement een voorstel in om het aantal Joden in de rechtspraak te beperken "in verhouding tot de Israëlitische bevolking ten opzichte van de totale bevolking". Daarnaast schetste Heim het beeld van een vermeende "Joodse persmacht" en definieerde Joden, evenals niet-Joden, in raciale categorieën.

## Het begin van de Beierse Volks Partij
Heim was oorspronkelijk lid van de Deutsche Zentrumspartei (Centrumpartij). Op 12 november 1918, na het begin van de Novemberrevolutie, behoorde hij tot de oprichters van de Bayerische Volkspartei (BVP), die aanvankelijk nog geen volledige afscheiding van de Zentrumspartei doorvoerde. Het doel van de BVP was eerder om de invloed van Beieren binnen de Zentrumspartei te versterken. Tegelijkertijd moest de invloed van Berlijn op de Beierse politiek worden teruggedrongen. Hierbij pleitte Heim expliciet voor een uittreding van Beieren uit het Duitse Rijk. De zogenaamde "Los-von-Preußen"-beweging vatte dit samen in leuzen als: "We zijn het zat om in de toekomst door Berlijn geregeerd te worden", "We wijzen de Pruisische overheersing af", en hij zou gezegd hebben: "Beieren aan de Beiers".
Op 9 januari 1920 besloot de BVP op haar partijcongres in München om haar afgevaardigden in de Nationale Vergadering los te maken van de fractie van het Zentrum. In hetzelfde jaar nam de BVP op aandringen van Heim niet meer deel aan het partijcongres van het Zentrum in Berlijn.
Heim schuwde nu geen allianties meer met de sociaaldemocraten en bereikte met hun hulp, gesteund door de BVP-landdagafgevaardigde Heinrich Held, een wijziging van het onrechtvaardige kiesrecht voor gemeenteraadsverkiezingen in grote steden in Beieren. Er werd een drastische verlaging van de burgerrechtenvergoeding bereikt om kiesrecht voor arme bevolkingsgroepen te verkrijgen. Tijdens de periode na de gemeenteraadsverkiezingen in het stadsbestuur van Regensburg onderhield Heim een relatie met de toenmalige liberale burgemeester Otto Geßler, gebaseerd op wederzijds respect.

## Heim zijn tijd als Afgevaardigde
Heim maakte deel uit van de gemeenteraad tot 1907 en van het stadsbestuur (Magistrat) tot 1911 in Regensburg. Van 1897 tot 1911 was hij lid van de Kamer van Afgevaardigden in het Koninkrijk Beieren, en van 1918 tot 1928 was hij landdagafgevaardigde in de Vrijstaat Beieren. Hij was lid van de Rijksdag van het Duitse Keizerrijk van 1897 tot 1912 voor het kiesdistrict Oberpfalz 5 (Neustadt an der Waldnaab). In 1919/20 was hij lid van de Weimarer Nationale Vergadering. In tegenstelling tot de meerderheid van de Zentrumfractie stemde hij op 22 juni 1919 niet voor de ondertekening van het Verdrag van Versailles, maar onthield hij zich van stemmen. Vervolgens was hij opnieuw Rijksdagafgevaardigde tot mei 1924. Door de consolidatie van de Weimarrepubliek raakte Heim steeds meer in een interne buitenstaanderspositie en werd hij in 1925 na interne geschillen als afgevaardigde afgezet.

## Zijn tijd in Nazi-Duitsland
Heims houding ten opzichte van het nationaalsocialisme is onduidelijk, maar hij vertoonde persoonlijk gekleurde eigenaardigheden. Hij had niet gestemd voor de Weimarse grondwet, maar steunde later Reichspräsident Paul von Hindenburg en beschreef Adolf Hitler als een gewetenloze charlatan, aan wie hij "het ergste dat een mens kan overkomen, de vernietiging van zijn levenswerk" toeschreef. De nationaalsocialisten die aan de macht kwamen, waren niet bereid om de coöperatieve verenigingen die door Heim waren opgericht, te laten voortbestaan en de verworven vrijheden voor coöperatieve ontwikkelingen toe te staan. Op 21 juni 1933 werden huiszoekingen uitgevoerd bij leidende functionarissen van de BVP, waaronder de voormalige Beierse minister-president Heinrich Held en ook bij Georg Heim. Op 26 juni werden in Regensburg alle BVP-stadsraadsleden in hechtenis genomen. Vervolgens werd Heim door de afdeling III van de nieuw opgerichte zogenaamde NS-Reichsnährstand gedwongen om de coöperatie in Regensburg te fuseren met de coöperatie in München, een plan dat hij al jaren had afgewezen. De fusie werd op 14 december 1933 voltooid en Heim trok zich terug uit alle functies. In 1934 hield Heim zich verborgen in Sankt Ludwig. Er zou naar verluidt het voornemen zijn geweest om Heim te laten vermoorden in verband met de Röhm-putsch (juli 1934), maar er zijn geen documenten of briefen gevonden die dit bewijzen. In 1938 stierf Heim verbitterd in Würzburg. Hij had een afscheidsspeech geweigerd. De zegen werd uitgesproken door de jezuïetenvader Rupert Mayer namens kardinaal Faulhaber.

## Straten vernoemd naar hem
Er zijn straten vernoemd naar Heim, waaronder de Dr.-Heim-Straße in Regensburg, in de bergstad Auerbach/OPf, in Hemau, Neumarkt en in Pocking, evenals de Dr.-Georg-Heim-Straße in Bad Kissingen en de Dr.-Georg-Heim-Allee in Landshut.

## Meer informatie
- informatie over Georg Heim op de Nationale Duitse bibliotheek